# Saint-Pierre-Aigle
 Saint-Pierre-Aigle  es una población y comuna francesa, en la región de Picardía, departamento de Aisne, en el distrito de Soissons y cantón de Vic-sur-Aisne.

## Demografía
| 218 | 232 | 175 | 201 | 289 | 356 |
| Para los censos de 1962 a 1999 la población legal corresponde a la población sin duplicidades (Fuente: INSEE [Consultar]) |     |     |     |     |     |